# Xylotrupes pubescens
Xylotrupes pubescens es una especie de escarabajo rinoceronte del género Xylotrupes, familia Scarabaeidae. Fue descrita científicamente por Waterhouse en 1841.
Se distribuye por la región oriental. Habita en Filipinas (islas Mindanao y Luzón).